# Шевелёв, Виктор Михайлович
Виктор Михайлович Шевелёв (22 марта 1940, Омск — 21 мая 2025) — советский хоккеист, нападающий, мастер спорта СССР (1964).

## Биография
Воспитанник омского хоккея. С сезона 1957/58 — в составе омского «Спартака». Автор первой шайбы команды в чемпионате СССР (29 ноября 1959 года в ворота свердловского «Спартака»). Лучший снайпер команды, переименованной в «Аэрофлот» в сезонах 1962/633 — 20 шайб, 1963/64 — 26 шайб. Всего провел за омский клуб около 220 матчей, забросил 119 шайб.
Играл за «Трактор» Челябинск (1964/65), «Торпедо» Горький, 1965/66 — 1971/72 — более 220 матчей, 129 шайб). Лучший снайпер в сезоне «Трактора» (1964/65 — 11 шайб), «Торпедо» (1965/66 — 14 шайб, 1966/67 — 23 шайбы, 1967/68 — 24 шайбы). Лучший бомбардир «Торпедо» сезона 1965/66.
В классе «А» чемпионата СССР сыграл около 400 матчей.
В 1973—1978 годах играющий тренер в Айхале и Мирном (Якутия), в 1978—1979 годах директор ДЮСШ «Кварц» (Бор), в 1980—1989 годах тренер в Нефтеюганске. В 1989—1992 годах — председатель комитета физической культуры в горкоме профсоюзов Нефтеюганск, с 1992 по 1994 год спортивный организатор.
Затем стал жить в Тольятти.
Скончался 21 мая 2025 года в возрасте 85 лет.